# Anette Karlsen
Anette Karlsen (født 24. april 1947) er en dansk skuespiller.
Karlsen blev uddannet fra Skuespillerskolen ved Odense Teater i 1971 og var på studieophold hos lanchon i Lyon, Marcel Marceau og Lecoq i Paris. Hun har været engageret på Aalborg Teater, ligesom hun har medvirket i flere tv-serier. I 1980'erne var hun desuden medvirkende i flere revyer i provinsen.

## Filmografi
- Mig og Mafiaen (1973)
- Fætrene på Torndal (1973)
- Pigen og drømmeslottet (1974)
- Brand-Børge rykker ud (1976)
- Profetia (2009)

### Tv-serier
- Nævningene (1980)
- Krigsdøtre (1981)
- Rejseholdet (1983-1985)